# Sur la piste des Dalton
Sur la piste des Dalton est la trentième histoire de la série Lucky Luke par Morris (dessin) et René Goscinny (scénario). Elle est publiée pour la première fois du no 1138 au no 1159 du journal Spirou, puis en album en 1962.
Dans cet album apparaît pour la première fois Rantanplan, le « chien le plus bête de l'Ouest ».

## Univers

### Synopsis
Une nouvelle fois, les Dalton s'évadent, suivis par Rantanplan, le chien du pénitencier. 
À contrecœur, Lucky Luke se met à leur recherche après qu'ils ont volé des chevaux et une vache chez un de ses amis. 
Aidé de Rantanplan, le cow-boy parvient non sans mal à les rattraper, mais, lors d'un malheureux concours de circonstances et par la faute de Rantanplan, les hors-la-loi font prisonnier Lucky Luke et ils l'utilisent comme monnaie d'échange contre la libération de Joe, arrêté auparavant à Rightful Bend. 
Cependant, Averell, qui s'est pris d'affection pour le chien, se met à sa recherche : cette péripétie est la cause de sa nouvelle capture, ainsi que de celle de ses trois frères. Les Dalton sont finalement ramenés au pénitencier sous la bonne garde de Rantanplan. Ce dernier fait d'ailleurs tant de zèle pour les surveiller qu'il en oublie les autres prisonniers, lesquels s'évadent à leur tour.

### Personnages

#### Protagonistes
- Lucky Luke : refusant d'abord de poursuivre une fois de plus les Dalton, il se sent bientôt bien obligé d'accepter la corvée. Heureusement, Rantanplan est là pour l'aider.
- Jolly Jumper : il n'aime guère les chiens et méprise Rantanplan pour sa bêtise.
- Rantanplan : le « chien le plus bête de l'Ouest ». Il est censé assister le héros dans sa poursuite des quatre frères. C'est sa première apparition dans un album de Lucky Luke et son premier rôle principal dans la série. Bien qu'il soit assez bête, c'est un peu grâce à lui que Lucky Luke capture finalement les Dalton.
- Les Dalton : il s'agit de leur deuxième évasion.

#### Personnages secondaires
- Tex Thompson : propriétaire d'un ranch au Texas. Ami de Lucky Luke et de Jolly Jumper. C'est grâce à Tex que Lucky Luke retrouve la piste des Dalton.
- Le shérif de Rightful Bend : se caractérise par sa lâcheté lorsqu'il a affaire aux Dalton. Car il doit surveiller Joe Dalton sans avoir à s'enfuir.
- Le shérif de Sinful Gulch : ne brille pas lui non plus par son courage.
- Un cowboy et un Mexicain au service de Tex Tompson ont les traits de Jerry Spring et de Pancho, en hommage de Morris à Jijé.

## Publication

### Revues
L'histoire paraît dans le journal Spirou, du no 1138 (4 février 1960) au no 1159 (30 juin 1960).

### Album
Éditions Dupuis, no 17, 1962

## Adaptation
Cet album est adapté dans la série animée Lucky Luke, diffusée pour la première fois en 1984.
Rantanplan apparaît dans le film animé La Ballade des Dalton (1978) après le décès de Goscinny et dans le film Les Dalton (2004) de Philippe Haïm.

## Sources
- www.bedetheque.com, « Lucky Luke » (consulté le 7 août 2008)
- www.lucky-luke.com, « Lucky Luke » (consulté le 7 août 2008)
- www.bdoubliees.com, « Parutions dans le journal de Spirou » (consulté le 7 août 2008)